# Wheaton (Missouri)
Wheaton é uma cidade localizada no estado americano de Missouri, no Condado de Barry.

## Demografia
Segundo o censo americano de 2000, a sua população era de 721 habitantes.
Em 2006, foi estimada uma população de 747, um aumento de 26 (3.6%).

## Geografia
De acordo com o United States Census Bureau tem uma área de
1,3 km², dos quais 1,3 km² cobertos por terra e 0,0 km² cobertos por água. Wheaton localiza-se a aproximadamente 416 m acima do nível do mar.

## Localidades na vizinhança
O diagrama seguinte representa as localidades num raio de 16 km ao redor de Wheaton.